# Juan Pablo Arenas Núñez
Juan Pablo Arenas Núñez (Santiago, Chile, 22 de abril de 1987) es un futbolista chileno que juega de volante ofensivo. Actualmente se encuentra libre.

## Trayectoria
Se integró muy joven al plantel de honor de Colo-Colo, a la edad de 16 años, esto ocurró en el año 2003 bajo la dirección técnica de Jaime Pizarro siendo apodado Cachorro por el arquero Claudio Bravo. Hizo su debut en las canchas el 1 de agosto de 2004, ante Universidad de Chile, cuando iban 1:0 con gol de Miguel Riffo.

### Selección nacional
Ha sido internacional con la Selección de fútbol de Chile a nivel Sub-17 y Sub-20, en esta última anotando un gol desde la mitad de la cancha ante la Selección de fútbol de Colombia Sub-20.

## Clubes
| Club               | País       | Año       |
| ------------------ | ---------- | --------- |
| Colo-Colo          | Chile      | 2004-2007 |
| Santiago Morning   | Chile      | 2008      |
| Deportes Melipilla | Chile      | 2008      |
| Magallanes         | Chile      | 2009-2011 |
| Provincial Osorno  | Chile      | 2012      |
| Trasandino         | Chile      | 2012-2015 |
| AS Puma Generaleña | Costa Rica | 2018      |

## Palmarés

### Campeonatos nacionales
| Título             | Club       | País  | Año    |
| ------------------ | ---------- | ----- | ------ |
| Primera División   | Colo-Colo  | Chile | 2006-A |
| Primera División   | Colo-Colo  | Chile | 2006-C |
| Primera División   | Colo-Colo  | Chile | 2007-A |
| Primera División   | Colo-Colo  | Chile | 2007-C |
| Tercera División A | Magallanes | Chile | 2010   |